# Jean-Baptiste de La Quintinie

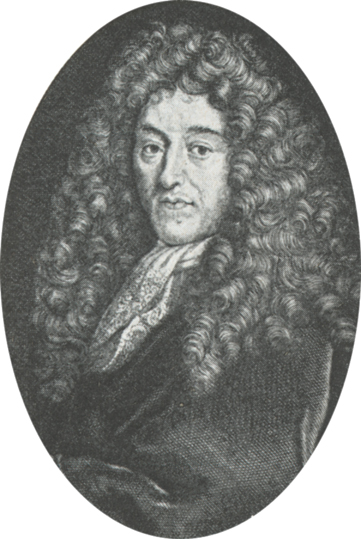
Jean-Baptiste de La Quintinie

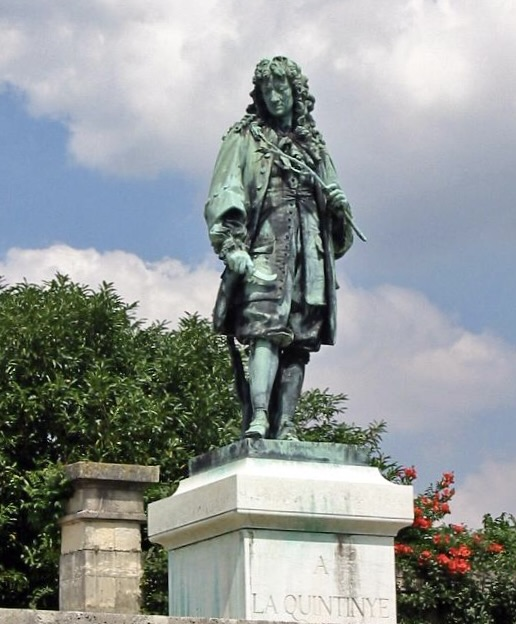
Statue in Versailles

Jean-Baptiste de La Quintinie (* 1. März 1626 in Chabanais; † 11. November 1688 in Versailles) war ein französischer Jurist und Gartenbaumeister.

## Leben und Wirken
Er schuf im Auftrag des Sonnenkönigs Ludwig XIV. den Potager du roi in Versailles. La Quintinie ist der Autor des Lehrbuchs Instruction pour les jardins fruitiers et potagers. 

## Ehrungen
Eine Straße in Paris und die Pflanzengattung der Quintinia sind nach ihm benannt.